# Ljutomer
Ljutomer – miasto w Słowenii, siedziba gminy Ljutomer. W 2018 roku liczył 3324 mieszkańców.
Jest położony w północno-wschodniej części kraju, u ujścia Ščavnicy do Mury, w południowej części Murskiego polja. Miejscowa gospodarka oparta jest na przemyśle budowlanym, drzewnym, metalowym, spożywczym i tekstylnym. Istnieją tradycje winiarskie.
Pierwsza historyczna wzmianka o mieście pochodzi z początku XIII wieku.